# CRRC Corporation
CRRC Corporation Limited (CRRC) er en kinesisk statsejet togproducent. Målt på omsætning er det verdens største togproducent foran Alstom og Siemens. Selskabet blev etableret 1. juni 2015 ved en fusion mellem CNR og CSR og ejes af det statsejede CRRC Group. I 2016 havde de 183.061 ansatte.